# Extase (jeu vidéo)
Pour les articles homonymes, voir Extase (homonymie).
Extase est un jeu vidéo de réflexion développé par le studio français Cryo Interactive et publié par Virgin Games en 1990. Il est conçu pour les ordinateurs Amiga et Atari ST et est jouable sous DOS. C'est le premier jeu conçu par Cryo.

## Principe du jeu
Le jeu représente une androïde endormie entourée d'un complexe système de tubes, de câbles et d'ordinateurs. Le but du jeu est de restaurer une à une les fonctions vitales de l'androïde, une à chaque niveau, en résolvant une série de puzzles. Le jeu consiste à nettoyer et à réparer les circuits électriques amenant les impulsions électriques jusqu'au cerveau de l'androïde. Le joueur contrôle la moitié de l'écran de jeu et joue contre un adversaire (qui peut être l'ordinateur ou un autre joueur) qui contrôle l'autre et tente lui aussi d'atteindre le même but. La tâche des joueurs est également compliquée par des virus qui perturbent les circuits. La musique du jeu est en partie interactive, les actions du joueur influant sur les variations des thèmes musicaux. Le jeu se termine lorsque l'androïde parvient à l'Extase et s'éveille.

## Générique du jeu
- Conception : Rémi Herbulot

Logo de Cryo Interactive dans le générique du jeu Extase, représentant l'androïde endormie.

- Programmation : Patrick Dublanchet
- Graphismes : Michel Rho
- Chef de projet (head design) : Philippe Ulrich
- Sons : Stéphane Picq
- Musique : Philippe Eidel et Arnaud Devos et les Voix bulgares
- Relation presse : Nelly Desclaux
- Chef de produit : Philippe Ulrich
- Production : Virgin loisirs
- Copyright : Virgin loisirs 1990

## Développement
Extase est le premier jeu développé par Cryo Interactive après sa création par les développeurs du studio ERE Informatique. Le personnage de l'androïde endormie figure sur le logo du studio pendant plusieurs années.